# Bezerros
Bezerros, amtlich portugiesisch Município de Bezerros, ist eine brasilianische Gemeinde im Bundesstaat Pernambuco. Die Bevölkerungszahl wurde zum !. Juli 2019 auf 60.798 Einwohner geschätzt, die auf einer Gemeindefläche von rund 492,6 km² leben und Bezerrenser (bezerrenses) genannt werden. Die Gemeinde steht an 27. Stelle der 185 Munizips des Bundesstaates. Die Entfernung zur Hauptstadt Recife beträgt 102 km. Der Ort ist bekannt für seinen Karneval von Bezerros mit der Symbolfigur des Papangu und zu dem der in das Weltkulturerbe eingetragene Frevo gespielt und getanzt wird.

## Geographie
Umliegende Gemeinden sind Cumaru, Passira, São Joaquim do Monte, Agrestina, Gravatá, Sairé, Camocim de São Félix, Riacho das Almas und Caruaru.
Vorherrschende Biome sind Caatinga und Mata Atlântica.

### Klima
Die Gemeinde hat tropisches Klima, Aw nach der Klimaklassifikation nach Köppen und Geiger. Die Durchschnittstemperatur ist 22,0 °C. Die durchschnittliche Niederschlagsmenge liegt bei 666 mm im Jahr. Im Südwinter fallen in Bezerros deutlich weniger Niederschläge als im Südsommer.

## Ethnische Zusammensetzung
Ethnische Gruppen nach der statistischen Einteilung des IBGE (Stand 2000 mit 57.371 Einwohnern, Stand 2010 mit 48.668 Einwohnern): Von diesen lebten 2010 49.740 Einwohner im städtischen Bereich und 8928 im ländlichen Raum.
| Gruppe      | Anteil 2000 | Anteil 2010 | Anmerkung                        |
| ----------- | ----------- | ----------- | -------------------------------- |
| Brancos     | 37.097      | ▼ 31.219    | Weiße, Nachfahren von Europäern  |
| Pardos      | 17.662      | ▲ 25.141    | Mischrassige, Mulatten, Mestizen |
| Pretos      | 2.124       | ▼ 1.900     | Schwarze                         |
| Amarelos    | 53          | ▲ 421       | Asiaten                          |
| Indígenas   | 66          | ▼ 10        | indigene Bevölkerung             |
| ohne Angabe | 369         | –           |                                  |

## Söhne und Töchter der Stadt
- José Lamartine Soares (1927–1985), Erzbischof von Maceió
- Erivelto Emiliano da Silva (* 1988), Fußballspieler